# Circolo pisano

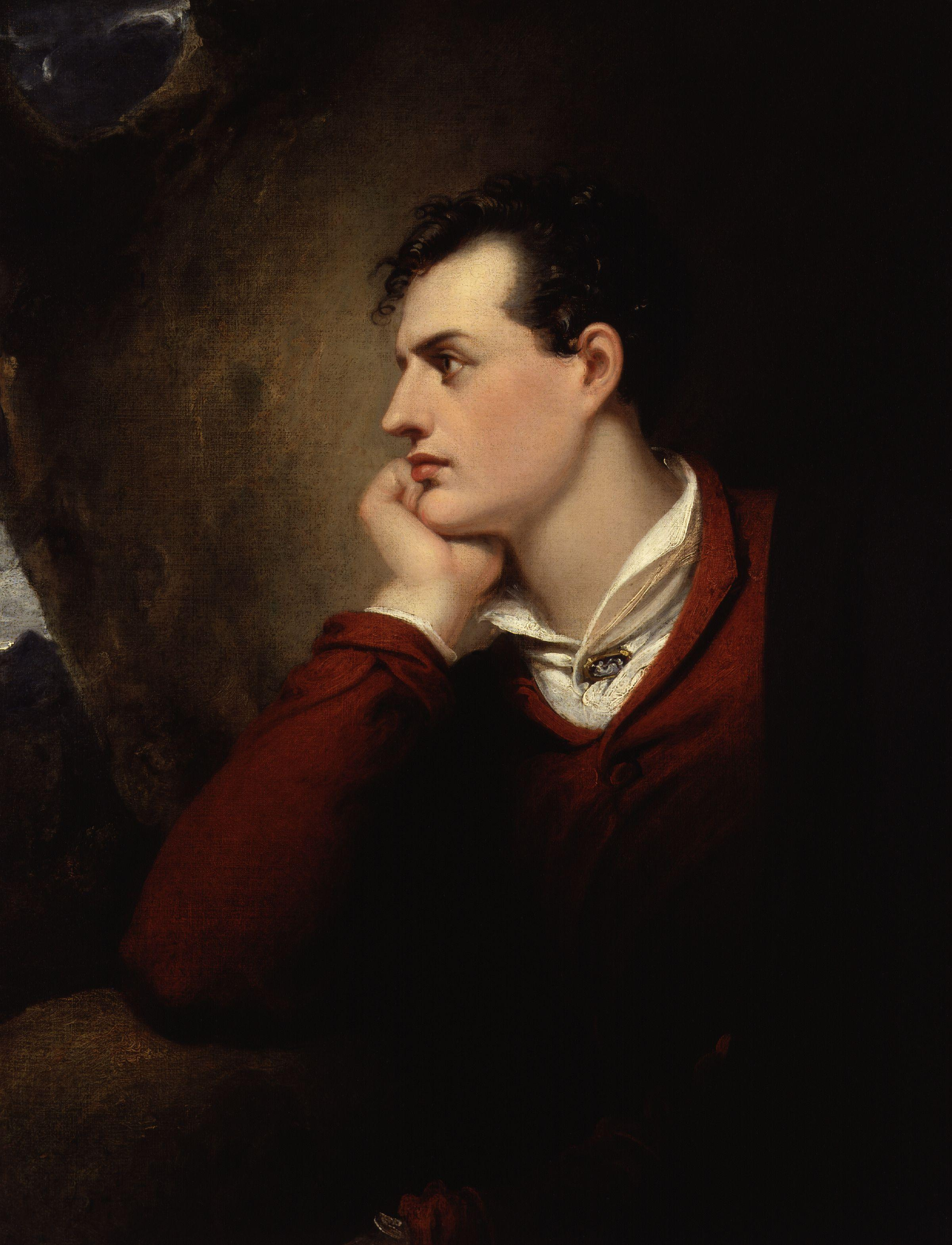
George Gordon Byron

Il Circolo pisano fu un cenacolo di poeti e letterati britannici riunitisi a Pisa tra il 1820 e il 1822.

## Shelley a Pisa

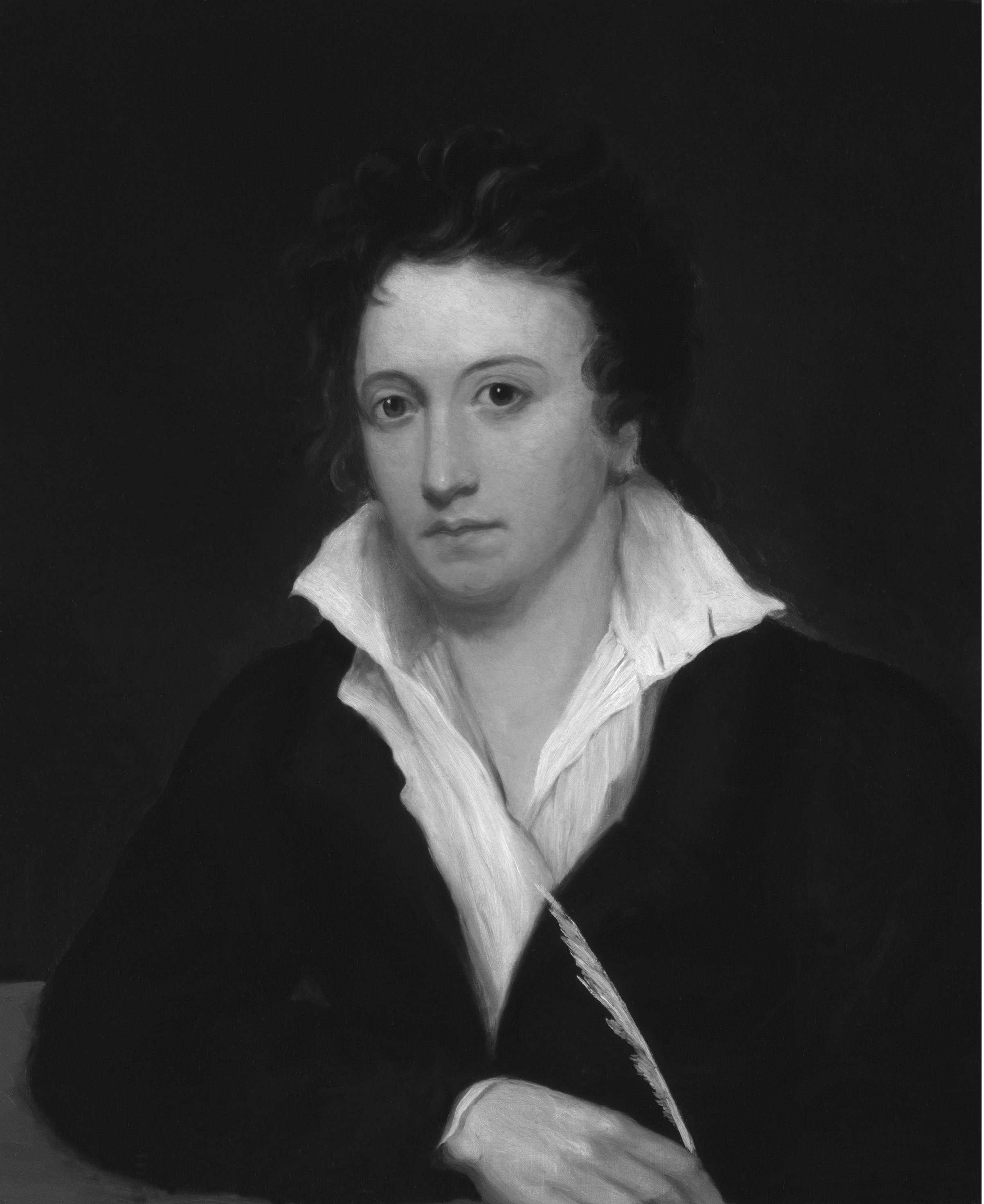
Percy Bysshe Shelley

Mary Shelley

Dopo un lungo peregrinare in giro per l'Europa e l'Italia, nel 1820 Percy Bysshe Shelley giunse a Pisa con la famiglia e la moglie Mary Wollstonecraft Godwin, autrice del romanzo Frankenstein.
Il soggiorno pisano fu per Shelley lungo e felice, infatti il suo obiettivo era quello di trasferirvisi stabilmente e creare un circolo di gentiluomini inglesi che potessero dedicarsi alla poesia.

## Byron raggiunge Shelley a Pisa
Su invito di Shelley, nel 1821 anche George Gordon Byron raggiunse Pisa dove si stabilì a Palazzo Toscanelli sul Lungarno Mediceo. Assieme a Byron giunse a Pisa anche il suo medico personale John Polidori il quale era originario di Bientina, in provincia di Pisa. Polidori era anche lo zio di Dante Gabriel Rossetti, pittore e poeta britannico, nonché tra i fondatori del movimento artistico dei Preraffaelliti.

## Gli altri componenti del Circolo
Il Circolo Pisano attirò a Pisa molti personaggi illustri, tra questi nel 1822 arrivò a Pisa lo scrittore inglese Edward John Trelawny e successivamente anche il poeta e giornalista Leigh Hunt.

## Il Circolo Pisano
Nel 1820 Shelley decise di fondare un circolo, chiamato Circolo Pisano, che aveva sede nel suo appartamento all'ultimo piano dei Tre Palazzi di Chiesa.
Per due anni intensi l'abitazione di Shelley divenne un centro culturale in cui si riunivano i letterati inglesi di passaggio in Italia.
Dopo l'arrivo a Pisa di Hunt, Byron e Shelley fondarono anche un periodico chiamato The Liberal. Il periodico era di argomento letterario e avrebbe dovuto ospitare i lavori dei poeti ma la rivista ebbe vita breve poiché ne uscirono solamente quattro numeri in cui comparvero una serie di traduzioni del Faust di Shelley e un'opera composta da Byron, il Vision of Judgment.

## La fine del Circolo Pisano
Nel 1822 Shelley fu costretto a lasciare la città e si trasferì a Lerici dove poche settimane dopo perse la vita.
Insieme al suo cadavere furono trovati un libro di poesie di Keats e i manoscritti delle opere composte a Pisa.
Ebbe così fine l'avventura del Circolo Pisano e con esso anche un grande periodo della poesia romantica inglese in Italia.